# Acacia chrysotricha
Acacia chrysotricha — вид квіткових рослин з родини бобових. Ареал: Австралія (пн.-сх. Новий Південний Уельс).

## Екологія
Росте в крутих вузьких балках, на ґрунті на основі кварцитів як частина високих відкритих лісових угруповань або в угрупованнях тропічних лісів як компонент підліску. Він відомий у двох місцях у природному заповіднику Яанінга, де відомо 1200 особин, і у двох значно менших популяціях приблизно по 30 особин поблизу державного лісу Гладстон на загальній площі приблизно 25 кв. км.

## Біоморфологічна характеристика
Дерево зазвичай досягає висоти від 6 до 21 метра і має потріскану кору від сірого до червоно-коричневого кольору. Малопомітні гілочки з ребрами, які мають поверхню, густо вкриту розлогими золотистими, сірими або палевими волосками. Цвіте з липня по серпень, утворюючи квіти золотистого кольору. Прості суцвіття розташовані в пазушних кистях. Сферичні квіткові головки містять від 15 до 30 нещільно упакованих золотих квіток. Тонкошкірі темно-коричневі або чорні плоди мають довжину від 3 до 10 см і ширину від 4 до 6 мм з білуватими або коричневими волосками, які мають довжину близько 2 мм. Дерево досить недовговічне й потребує вогню, щоб стимулювати проростання.